# هيئة الاتصالات في هونغ كونغ
هيئة الاتصالات في هونغ كونغ هي هيئة قانونية مسؤولة عن ترخيص وتنظيم صناعات البث والاتصالات في هونغ كونغ . تم تشكيلها في عام 2012 من خلال دمج هيئة الإذاعة في هونغ كونغ، وهيئة ترخيص التلفزيون والترفيه، وهيئة الاتصالات. ويحق للمنظمة التحقيق في الشكاوى المقدمة بشأن البرامج، وإصدار التحذيرات والغرامات، أو حتى تعليق ترخيص محطة الإذاعة أو التلفزيون.
تقوم الهيئة بإنفاذ قانون البث (الفصل 562)، وقانون الاتصالات (الفصل 106)، وقانون الرسائل الإلكترونية غير المرغوب فيها (الفصل 593)، وقانون هيئة الاتصالات، وقانون البث (أحكام متنوعة) (الفصل 391).
تعتبر الوكالة التنظيمية مستقلة ظاهريًا عن الحكومة، لكن وظائفها التنفيذية مدعومة من قبل مكتب هيئة الاتصالات، وهي إدارة حكومية ذات هيكل ائتماني ذاتي التمويل.   في عام 2020، أصدرت هيئة الاتصالات بيانًا ضد راديو وتلفزيون هونج كونج بخصوص عرض كوميدي بدعوى "تشويه سمعة وإهانة" قوة شرطة هونغ كونغ .
وفي عام 2023، أوصت الوكالة الرئيس التنفيذي بأن تقوم محطات البث المجانية ببث 30 دقيقة من برامج الأمن الوطني والقومي كل أسبوع؛ قبل الرئيس التنفيذي جون لي الفكرة وجعلها إلزامية.
في يوليو2023، اقترحت الوكالة إعفاء وسائل الإعلام المعنية بالأمن القومي من شرط أن تكون البرامج محايدة و"محايدة"، وكذلك بعض وسائل الإعلام من الصين القارية.

## بناء
ويترأس هيئة الإتصالات رئيس و11 عضوًا آخر:
يتألف مجلس إدارة هيئة الإتصالات الحالي  من:
- ويني تام وان تشي، SC - الرئيس.
- إليزا لي مان تشينج، جي بي - نائب الرئيس.
- كارين تشان كا يين، جي بي.
- ستيفن هونغ وان شون.
- إيفون لو شينج مو هان، BBS، JP.
- توماس لو سوي سينج، جي بي.
- هيوبرت إن جي تشينج واه.
- أنتوني ويليام سيتو يو واي.
- بنيامين تانغ كووك بون، GBS.
- شو يان.
- راي نعم كين مان.
- أغنيس وونغ تين يو، جي بي.

### قائمة الرئيس
- أمبروز هو 2012-2017: رئيس سابق لهيئة الإذاعة 2008-2012.
- السيد هيون وونغ، BBS، JP 2017.
- السيدة ويني تام وان تشي،-حاضر.

## مقارنات
الهيئات المماثلة في جميع أنحاء العالم هي:
- أستراليا: هيئة الاتصالات والإعلام الأسترالية.
- كندا: هيئة الإذاعة والتلفزيون والاتصالات الكندية.
- فرنسا: هيئة تنظيم الاتصالات السمعية والبصرية والرقمية ( المجلس الأعلى للاتصالات السمعية والبصرية سابقًا و مكتب البث التلفزيوني الفرنسي سابقًا).
- المملكة المتحدة: مكتب الاتصالات.
- الولايات المتحدة: لجنة الاتصالات.